# Паини, Карло
Карло Паини (итал. Carlo Paini, также Паинич, итал. Painich; 15 апреля 1871, Триест — 10 апреля 1937, Триест) — итальянский хормейстер и органист.
Учился частным образом в Триесте у Густаво Визельбергера и в Милане у Джузеппе Террабуджо, но профессионального диплома о музыкальном образовании не получил. В 1890—1908 гг. дирижировал организованным Юлиусом Куги Палестриновским хором (итал. Coro palestriniano) — коллективом, созданным для пропаганды старинной церковной хоровой музыки и произведений, написанных в рамках цецилианского движения. Одновременно в 1900—1905 гг. органист и хормейстер триестского собора Святого Антония — крупнейшей католической церкви города. В 1905 г. выиграл конкурс на должность капельмейстера триестского кафедрального собора Святого Иуста и занимал её до конца жизни (с перерывом в годы Первой мировой войны, когда музыкант жил в Италии), в этом соборе также провёл реформу церковной музыки при поддержке триестского епископа Франца Ксавера Нагля, заметно расширил репертуар, в том числе за счёт месс Лоренцо Перози.